# Eugène Claudius-Petit
Eugène Petit (il a ajouté par la suite son pseudonyme de résistance « Claudius »), est un homme politique français, né le 22 mai 1907 à Angers et mort le 24 octobre 1989 à Paris. Il participe à de nombreux gouvernements de la IVe République et est l'initiateur du projet urbanistique de Firminy-Vert.

## Biographie
Fils de cheminot, il fréquente l'école primaire de sa ville natale, puis devient apprenti et fait son tour de France de compagnon artisan. Il travaille chez un ébéniste à Paris puis au sein de la Société Rambault Meubles à Angers. Il suit des cours qui lui permettent de devenir professeur de dessin. Il enseignera notamment au Lycée Ampère à Lyon tout au début des années 1940. Ce catholique de tempérament anarchiste milite brièvement dans la mouvance libertaire. Il anime également une section syndicale CGTU puis adhère au Sillon après une rencontre avec Marc Sangnier.
Il entre dans la Résistance sous le pseudonyme de Claudius. En 1942, il appartient au comité de direction de Franc-Tireur où il fait entrer Pierre Degon à ses côtés. En 1943, il fut un des membres fondateurs du Conseil national de la Résistance (CNR) où il représente les MUR (Mouvements unis de la Résistance). Il quitte la France pour rejoindre Londres puis Alger où il est délégué à l'Assemblée consultative provisoire. De retour à Paris, il préside le Mouvement de libération nationale.
Il est fait compagnon de la Libération, est décoré de la Croix de guerre et de la Légion d'honneur.

## Carrière politique
Il est élu député de la Loire à la première et à la seconde Assemblée nationale constituantes, puis à l'Assemblée nationale de 1946 à 1955 sous l'étiquette Union démocratique et socialiste de la Résistance (UDSR).
Au cours de la Quatrième et de la Cinquième République, Claudius-Petit, qui considérait que la politique était un combat pour « ceux qui n'ont rien de matériel », est une des figures d'un centrisme moderniste et social. Nommé ministre de la Reconstruction et de l'Urbanisme le 11 septembre 1948, il mène une vaste politique d'équipement et de planification dans une France de l'après-guerre qui doit réparer les dégâts du conflit et faire face à une pénurie de logements sans précédent.
En février 1950, il présente devant le conseil des ministres un rapport publié en brochure sous le titre Pour un plan national d'aménagement du territoire qui est considéré comme le manifeste fondateur de la politique qui est menée au cours du demi-siècle suivant. Afin de combattre les trop grandes inégalités de peuplement et d'activité, tout en harmonisant le logement aux nécessités industrielles, Claudius-Petit prône un engagement important en matière d'investissements et de réglementation.
Il s'efforce de mener ce programme, conservant son poste dans les gouvernements Henri Queuille (1), Georges Bidault (2), Henri Queuille (3), René Pleven (1) et Henri Queuille (3) jusqu'au 7 janvier 1953.
Il est ensuite Ministre du Travail et de la Sécurité sociale du 19 juin au 3 septembre 1954 dans le gouvernement Pierre Mendès France avant d'assumer l'intérim du ministère du Logement du 14 août au 3 septembre 1954. Il démissionne après le rejet de la CED.
Au ministère du Logement, il dépose des projets de loi relatifs à l'acquisition d'habitations et à l'équipement industriel, la procédure de codification des textes législatifs concernant l'urbanisme et l'habitat. Il lutte contre les taudis.
Battu aux élections de 1956, il retrouve son siège à l'Assemblée nationale de 1958 à 1962, puis de 1967 à 1978 sous différentes étiquettes centristes en se faisant réélire dans la Loire (1967-1973) puis à Paris (1973-1978).

## Autres activités
De 1961 à 1975, il est président de l’Union Centrale des Arts décoratifs.
De sa création en 1956 à 1977, il dirige la Sonacotra, Société nationale de construction pour les travailleurs (Sonacotral, Société nationale de construction pour les travailleurs algériens jusqu'aux accords d'Évian de 1962) principal gestionnaire de foyers de travailleurs migrants en France.
Catholique pratiquant, très respecté des autres parlementaires, sa position est décisive lors du dernier jour du débat sur l'avortement, le 19 décembre 1974 : « En conclusion, et précisément parce que je n'ai pas laissé au vestiaire mes convictions spirituelles, je ne peux pas me défaire de la solidarité qui me lie à la société dans laquelle je vis. Pour obéir à mes exigences, je suis avec ceux qui souffrent le plus, avec celles qui sont condamnées le plus, avec celles qui sont méprisées le plus (...) À cause de cela, à cause de Lui, je prendrai ma part du fardeau. Je lutterai contre tout ce qui conduit à l'avortement, mais je voterai la loi ».

## Firminy-Vert
Ami de Le Corbusier, il se lance dans une vaste opération de rénovation de sa ville de Firminy. Élu maire en 1953, il rêve d'édifier à côté de la cité « noire » minière et sidérurgique, « une ville du XXe siècle qui soit le meilleur de son temps », une sorte de petite Brasilia, un condensé d'architecture moderne.
En 1955, il commande plusieurs bâtiments à Le Corbusier, dont la maison de la Culture, une « cité radieuse », un stade et l'église Saint-Pierre.

## Décorations
- Commandeur de la Légion d'honneur
- Compagnon de la Libération par décret du 19 octobre 1945[4]
- Croix de guerre 1939-1945 (2 citations)
- Médaille de la Résistance française avec rosette par décret du 24 avril 1946[5]
- Grand officier de l'ordre du Ouissam alaouite
- Commandeur de l'Ordre du Mérite social
- Commandeur de l'ordre de la Rose blanche de Finlande

## Hommages
- Un boulevard à Firminy porte son nom[6].
- Une impasse de Saint-Étienne porte son nom[7].
- Une allée de Bourges porte son nom.
- Une rue d'Angers, sa ville natale, porte son nom.
- Une place du 14e arrondissement de Paris porte son nom : Place Eugène-Claudius-Petit.
- Son « grenier », (chalet à Courchevel) nommé « La Goupille », est classé monument historique depuis le 23 janvier 2006[8].

### Filmographie
- 2014 : La Loi, téléfilm de Christian Faure, joué par Bernard Menez.